# Sipah-e Sahaba Pakistan
Le Sipah-e Sahaba Pakistan (ourdou : سپاہ صحابہ, SSP, L'armée des compagnons du prophète du Pakistan) est une organisation islamiste armée pakistanaise fondée en 1985 par Maulana Haq Nawaz Jhangvi, principalement installée au Pendjab, près de Jhang.
Le SSP est interdit au Pakistan depuis le 12 janvier 2002 et est placée sur la liste officielle des organisations terroristes du Royaume-Uni et des États-Unis.
Le groupe reçut le soutien de services secrets pakistanais (ISI) durant les années 1980, et de l'Arabie saoudite, tout en se finançant par le trafic de drogue. Voulant imposer un régime islamiste sunnite, il s'attaque aux musulmans chiites, ahmadis et barelvis. L'organisation est décrite par le chercheur Didier Chaudet comme « une sorte de Ku Klux Klan sunnite ».
Maulana Haq Nawaz Jhangvi fut assassiné le 22 février 1990, vraisemblablement par un rival sunnite. La direction revint à Maulana Esar ul-Qasmi et Zia ul-Rehman Farooqi, assassinés à leur tour. Le groupe a ensuite été dirigé par Maulana Azam Tariq jusqu'à son assassinat en 2003. Ce dernier avait entamé un relatif tournant légaliste en se faisant élire à l'Assemblée nationale.
Entre 1994 et 1996, une scission menée par Riaz Basra forme le Lashkar-e-Jhangvi.
Organisation antichiite et antichrétienne, le SSP gère également des écoles islamiques au sud du Pendjab.
Le groupe serait également activement soutenu par la Ligue musulmane du Pakistan (N) de Nawaz Sharif au pouvoir dans la province du Pendjab de 2008 à 2018. Le gouvernement provincial aurait notamment accordé au SSP des milliers de permis de port d'armes, lui permettant de s'armer en toute légalité, en échange de quoi le groupe aurait aidé la ligue lors des élections.